# The Warning (album d'Hot Chip)
 (août 2024).
Si vous disposez d'ouvrages ou d'articles de référence ou si vous connaissez des sites web de qualité traitant du thème abordé ici, merci de compléter l'article en donnant les références utiles à sa vérifiabilité et en les liant à la section « Notes et références ».
Pour les articles homonymes, voir The Warning.
Albums de Hot Chip
Coming on Strong
(2004) Made in the Dark
(2008)
The Warning est un album du groupe Hot Chip sorti en 2006. Il a été élu album de l'année par le magazine britannique Mixmag et quatrième meilleur album par le NME en 2006.

## Titres
1. Careful (3:28)
2. And I Was a Boy from School (5:19)
3. Colours (5:28)
4. Over and Over (5:47)
5. (Just Like We) Breakdown (4:12)
6. Tchaparian (3:20)
7. Look After Me (4:50)
8. The Warning (4:51)
9. Arrest Yourself (2:31)
10. So Glad to See You (4:05)
11. No Fit State (5:38)
12. Won't Wash (unlisted bonus track) (2:35)
13. Bally (bonus track - vinyl version)